# 제임스 매카트니
제임스 루이스 매카트니(영어: James Louis McCartney, 1977년 9월 12일~)는 영국계 미국인 음악가이자 작곡가이다. 그는 가수, 작곡가이자 전 비틀즈 멤버인 폴 매카트니의 아들이다. 그는 폴 매카트니의 플라밍 파이(1997)와 드라이빙 레인(2001), 린다 매카트니의 와이드 프레리(1998) 등 부모님의 솔로 앨범에 기여했다. 그는 두 개의 EP와 두 개의 앨범을 발매했다. 그의 가장 최근의 블랙베리 트레인은 2016년 5월 6일에 발매되었다.